# Андрианампуйнимерина
Андрианампуйнимерина, Адриенампуинимери́на (малаг. Andrianampoinimerina «желанный принц Имерины») — правитель (1787—1810) государства Имерина, государственный деятель Мадагаскара. Объединил Мадагаскар в 1787 году после столетия феодальных войн и междоусобиц, начавшегося после смерти короля Андриамасинавалуны (ок. 1667—1710), и положил начало политике собирания земель Мадагаскара в единое централизованную Имерину. Его преемник и сын, Радама I присоединил к Имерине остальные земли острова.Народная традиция приписывает Андринампуйнимерине введение важных государственных и общественных установлений, регулировавших внутреннюю жизнь страны. Андрианампуйнимерина — один из наиболее почитаемых национальных героев у малагасийцев.

## Ранние годы
Андрианампуйнимерина родился приблизительно в 1745 году на территории царства Имерина на острове Мадагаскар. Он был третьим ребенком в семье. Его отец, Андриамиарамандзака, имел дворянское происхождение и был потомком Андриацимитувиаминандрианы, одного из четверых сыновей царя Андриамасинавалуны (ок. 1667—1710). Мать Андрианампуйнимерины, Ранавалунанадриамбелумасина (Ranavalonanandriambelomasina), также происходила из знати и была сестрой Андриандзафи, короля северной Имерины. При рождении он получил имя Рамбуасалама, что дословно переводилось как «Здоровый, как собака». Малагасийцы верили в то, что подобные имена способствуют защите ребёнка от злых духов.
Принц Рамбуасалама провел своё детство и получил образование в Икалое, на тот момент — столице царства Имерина. Он изучал космологию, астрономию и мифологию, в частности, малагасийскую; приобрел знания в области медицины, военного дела, стратегии, экономики и музыки. Возможно, он владел игрой на валихе — национальном малагасийском музыкальном инструменте, игра на которой в то время была доступна лишь для членов монаршей семьи и представителей знати. По достижении 12 лет Рамбуасалама перешел на новую ступень обучения, продолжив изучение стратегии и экономики в Амбохиманге.

## Приход к власти
Рамбуасалама взошел на королевский трон в 1787 году, когда ему было уже за сорок, сменив своего отца Андриамиарамандзаку. Параллельно с этим ему удалось осуществить восстание против своего дяди, царствовавшего на севере Мадагаскара Андриандзафи. Когда Андриандзафи бежал из страны, Рамбуасалама взял его царствующее имя — Андрианампуйнимерина, что означало «желанный принц Имерины». Покинув свои владения, Андриандзафи тем не менее продолжал вести борьбу с новым королём, закрепившись в южной части острова, в Илафи. Затяжной конфликт между ними закончился лишь в 1790 году, когда прежний правитель умер (возможно, был убит).

## Объединение земель
В 1792 году Андрианампуйнимерина завоевал город Антананариву, куда перенёс свою столицу. После этого началось объединение всех малагасийских народов и племён вокруг Антананариву в единое государство. По большей части акты присоединения новых территорий были бескровны, что во многом объяснялось дипломатичностью и проницательностью нового правителя. В некоторых случаях для достижения своей цели Андрианампуйнимерина вступал в политические браки (народ мерина в то время был полигамным), в крайнем случае, когда иного выхода не было, использовал военную силу.
Расширение границ Имерины позволило Андрианампуйнимерине прекратить выплату дани королевству Сакалава, находившемуся в западной части острова Мадагаскар, и покончить с несколькими малагасийскими кланами, выступавшими против правления Андрианампуйнимерины.

## Политика и семья
В своей общественной деятельности Андрианампуйнимерина реформировал мадагаскарское общество, приняв гражданский и уголовный, земельный и финансовый кодексы. Согласно земельному кодексу были перераспределены все земли в государстве. Были введены налоги. Король также способствовал развитию народного хозяйства: поощрял строительство плотин и каналов, ввёл налоги и пошлины и стандартизировал единицы измерения, создал официальные рынки. Андрианампуйнимериной была учреждена и первая в истории Мадагаскара регулярная армия — Фулуалиндахи («Сто тысяч солдат»). Но, несмотря на это, в государстве имела место и оппозиция, в которую входили не только дворяне, но и члены семьи Андрианампуйнимерины, а именно, родственники его матери и её брата — свергнутого царя Андриандзафи.
Из троих сыновей Андрианампуйнимерины пережил его только будущий король Радама I. Оба других сына, Рамавулахи и Ракутувахини, были убиты, причём последний по приказу своего отца за заговор против него в 1808 году.
Андрианампуйнимерина заявлял о своём стремлении завоевать весь Мадагаскар, но ему так и не удалось покорить народы, которые обитали на побережье. Его желание исполнил сын Радама I, который в конце концов объединил весь остров под своей короной и открыл Мадагаскар для влияния Европы.